# 1729 (число)
Число Рамануджана — Гарді, 1729 — найменше число, яке можна вивести як суму двох кубів двома способами.
Колись математик Ґодфрі Гарольд Гарді навідував Рамануджана у лікарні. Він почав розмову тим, що «пожалівся» на те, що приїхав на таксі з нецікавим, непримітним номером «1729». Рамануджан розхвилювався й вигукнув: «Гарді, ну як же так, Гарді, це число — найменше натуральне число, яке можна зобразити у вигляді суми кубів двома різними способами!»
І дійсно, 1729 = 1³ + 12³ = 9³ + 10³. Меншого числа, що має такі властивості, не існує.
Число 1729 має іншу цікаву властивість: 1729-й знак після коми в десятковому представленні трансцендентного числа е (число Ейлера) являє собою початок першої появи в цьому представленні всіх десяти цифр підряд і без повторів. Звичайно, цей факт не був відомим жодному математику доти, поки це не було виявлено за допомогою комп'ютера.
Масахіко Фудзівара показав, що 1729 є одним із чотирьох натуральних чисел (разом із 81 і 1458, та тривіальним випадком 1) які, коли їхні цифри додати, а потім отриману суму помножити на її дзеркальне відображення, дають те саме число:
{\displaystyle 1+7+2+9=19\!}
{\displaystyle 19\cdot 91=1729}
Фудзівара стверджував, що він довів, наче таких чисел тільки чотири. І хоча схоже, що так воно і є, але дослідник ніколи не показував викладу свого доведення.
Неодноразово висловлювалось припущення, що історія Гарді є апокрифічною, бо йому майже напевне були відомі деякі з властивостей цього числа.
Крім того, 1729 є числом харшад.

## Цитата
- «Кожне додатне число є одним з особистих друзів Рамануджана.» Дж. І. Літлвуд, почувши історію про таксі.

## Вживання 1729 у повсякденному житті
Дехто стверджує, що число Рамануджана — Гарді у вісімковому записі (3301) слугувало паролем до головного комп'ютера Xerox PARC.
Відомий фізик Річард Фейнман продемонстрував свої здібності до мисленнєвих обчислень коли, під час подорожі до Бразилії, він змагався із досвідченим користувачем рахівниці. Людина із рахівницею запропонувала йому вирахувати кубічний корінь із 1729,03; оскільки Фейнман знав, що 1729 дорівнює 123 + 1, він зміг надати правильну відповідь, виконавши інтерполяцію усно (а саме, біноміальне розкладання). Чоловік із рахівницею розв'язував задачу більш працемістким алгоритмічним методом, і в результаті програв Фейнману.